# إدوارد سنودن في الثقافة الشعبية
يعتبر حضور إدوارد سنودن في الثقافة الشعبية جزءًا من ردود الفعل على إفصاحات المراقبة العالمية التي أدلى بها إدوارد سنودن. لُمس تأثيره كشخصية عامة في السينما والإعلانات وألعاب الفيديو والأدب والموسيقى والمنحوتات ووسائل التواصل الاجتماعي.

## السينما

### الأفلام القصيرة
ألهم مرور سنودن في هونغ كونغ فريق إنتاج محلي لإصدار فيلمٍ منخفض التكلفة مدته خمس دقائق، بعنوان فيراكس. الفيلم، الذي يصور الوقت الذي قضاه سنودن مختبئًا في فندق ميرا أثناء ملاحقته الفاشلة من قبل وكالة الاستخبارات المركزية الأمريكية ووزارة أمن الدولة الصينية، رُفع على يوتيوب في يونيو من العام 2013.

### الأفلام الطويلة
صدر فيلم درامي مثير، بعنوان «سرّي: قصة إدوارد سنودن»، في 19 سبتمبر 2014. كان هذا الفيلم الطويل، الذي مُوّل جماعيًا وعرض للتحميل مجانًا، من إخراج جيسون بوركي وإنتاج شركة ترافيس دورينج. لعب الممثل كيفن زيجرز دور إدوارد سنودن ومايكل شانكس في دور غلين غرينوالد ولعبت كارمن أغيري دور لورا بويتراس.
عام 2014، اشترى المخرج السينمائي أوليفر ستون حقوق تايم أوف ذي أوكتوبوس (زمن الأخطبوط)، وهي رواية كانت قيد النشر حينها، مرتكزة على حياة سنودن، كتبتها محاميته الروسية أناتولي كوتشرينا. قال ستون أنه سيستخدم كلًّا من كتاب كوتشيرينا وكتاب لوك هاردينج، ملفات سنودن، في سيناريو فيلمه الذي بدأ إنتاجه في وقت لاحق من العام 2014. أما الفيلم الأشهر «سنودن»، الصادر عام 2016، فقد لعب فيه الممثل الأمريكي جوزيف جوردن لفيت دور إدوارد سنودن، وهو الذي ظهر فيه سنودن شخصيًا في الدقائق القليلة الأخيرة. قبل عرضه بفترة وجيزة، قال ستون إنه يجب العفو عن سنودن، واصفًا إياه بالـ«وطني»، واقترح أن يدير سنودن بنفسه وكالة الأمن القومي.
يظهر سنودن لفترة وجيزة كشخصية في فيلم الكوميديا لعام 2018، الجاسوس الذي هجرني، الذي مثل دوره فيه الممثل البريطاني توم ستورتون.

### الوثائقيات
في 10 أكتوبر 2014، حصل فيلم سيتيزنفور Citizenfour الوثائقي عن سنودن، على ظهوره العالمي الأول في مهرجان نيويورك السينمائي. في وقت سابق من ذلك العام، أخبرت المخرجة لورا بويتراس وكالة أسوشيتيد برس بأنها ستحرّر الفيلم في برلين لأنها تخشى أن تصادر الحكومة الأمريكية مصادر معلوماتها. صُور الفيلم الذي يستمر لساعتين في العديد من البلدان، وتتبع المدة التي قضاها سنودن في هونغ كونغ وموسكو. عُرض الفيلم في الولايات المتحدة وأوروبا ولاقى إشادة واسعة من النقاد، وفاز بجائزة الأوسكار لعام 2015 كأفضل فيلم وثائقي. أعلن سنودن في فبراير من العام 2015 أن لا مصلحة تجارية له في الفيلم.
في أكتوبر 2014، حصل فيلم كيلسويتش Killswitch، الذي يظهر فيه كل من سنودن وآرون سوارتز ولورنس ليسيج وتيم وو، على العرض العالمي الأول في مهرجان وودستوك السينمائي فائزًا بجائزة أفضل تحرير، وقد عُرض منذ ذلك الحين جنبًا إلى جنب مع الفيلم الأمريكي الآخر في مهرجان الأفلام الوثائقية الدولي بأمستردام، واستمر بالظهور في العديد من المهرجانات الدولية للسينما. يبحث الفيلم في جهود الشركات الكبيرة للسيطرة على الإنترنت، وجهود الحكومة لتنظيمه، وجهود المتسللين لتحرير المعلومات في جميع أنحاء العالم والنتائج المترتبة من كل ذلك.
عام 2015، أُصدر فيلم وثائقي آخر عن سنودن، كان عنوانه «هروب سنودن العظيم».
في يونيو 2018، وكجزء من ذكرى كشف عن سنودن عن الوثائق بحوزته، عُرض الفيلم الوثائقي «إدوارد سنودن: المخبر أو الجاسوس» على التلفزيون النرويجي والدنماركي والهولندي والعديد غيرها من الدول. يعرض الفيلم الوثائقي مقابلات مع المشاركين والشهود الذين لم يتحدث بعضهم من قبل أمام الكاميرا. هدف الفيلم إلى دمج مجموعة واسعة من وجهات النظر حول كشف سنودن.